# 古文苑
《古文苑》是周到南朝齊詩文總集，凡21卷，詩2卷，著作不詳，北宋孫洙得自佛寺經龕之中。有詩、賦、雜文共260篇。
《隋书·经籍志》、《新唐书·经籍志》、《旧唐书·经籍志》均未著录古文苑，故清人钱熙祚刻《守山阁丛书》将《古文苑》收入，又以為此書是宋人偽託唐人之書。例如卷二《舞赋》：“编《古文苑》者以篇首有楚襄王与宋玉问答，遂以此赋为宋玉所作，唐人不应有此巨谬，其出宋人无疑。”